# Берестянский сельский округ
Берестя́нский се́льский о́круг — административно-территориальная единица на территории Сасовского района Рязанской области.
Административный центр — село Берестянки.

## История
Законом Рязанской области от 07.10.2004 № 96-ОЗ на территории сельского округа было образовано муниципальное образование — Берестянское сельское поселение с сохранением административного центра в селе Берестянки.

## Административное устройство
В состав Берестянского сельского округа входят 6 населённых пунктов:
1. с. Берестянки — административный центр
2. д. Доринки
3. д. Мордвиново
4. д. Мурзинки
5. п. Перша
6. п. Пионерская Роща.